# Aphanamixis
Genre
Aphanamixis est un genre d'arbre de la famille des Meliaceae.

## Espèces
Selon Catalogue of Life (20 juin 2014), NCBI (20 juin 2014) et The Plant List (20 juin 2014) :
- Aphanamixis borneensis
- Aphanamixis polystachya
- Aphanamixis sumatrana